# 町村佐知子シリーズ
『町村佐知子シリーズ』（まちむらさちこシリーズ）は、1988年から1991年にテレビ朝日系「土曜ワイド劇場」で放送されたテレビドラマシリーズ。全4回。主演は岡江久美子。

## キャスト

### 主要人物
町村佐知子
演 - 岡江久美子
ペーパーアート店「風の館」経営者。
浜口一郎
演 - 名高達男（第2作・第3作） → 船越英一郎（第4作）
佐知子の恋人。京南大学助教授。
狩矢警部
演 - 山城新伍（第1作） → 若林豪（第2作 - 第4作）
京都府警警部。
橋口警部補
演 - 伊庭剛
京都府警警部補。

### ゲスト
第1作『京都西陣殺人事件』（1988年）
- 栗田麻子（佐知子の友人・建築デザイナー） - 金沢碧
- 小林加代（総左衛門の妻） - 松居一代
- その（小林家のお手伝い） - 山村紅葉
- 市花（芸妓） - 斉藤絵里
- 福菊 - 松村康世
- 小林和彦（佐知子の大学の先輩） - 田村亮
- 小林総左衛門（小林の父） - 神山繁
- 近江輝子、尾崎弥枝、上田里子、桂登志子、紅かおる、津田尚子、松島由美子、園英子、奈波登志子、小船秋夫、橋本隆志

第2作『京都茶道家元殺人事件』（1989年）
- 伊藤加代子（二条院の愛人） - 中原ひとみ
- 二条院夏子（二条院の長女） - 山村紅葉
- 二条院冬子（二条院の三女） - 藤代美奈子
- 堀川頼信（秋子の夫） - 津村鷹志
- 二条院秋子（二条院の次女） - 奈波登志子
- 二条院良孝（桃山流創設者） - 根上淳
- 松村康世、武井三二、唐沢民賢、笹木俊志、森岡いずみ、たなかあけみ、太田和余、今川里香、石塚保子、田辺ひとみ、高見裕二、山田永二

第3作『京都十条家の惨劇』（1990年）
- 十条朱理（千早の姉） - 山村紅葉
- 十条千早（名家十條家の娘） - 大橋雅子
- 北川真矢（雪彦の元妻・女優） - 浅見美那
- 原田加代（十條家のお手伝い） - 久保田民絵
- 十条雪彦（千早の兄・博物館勤務） - 村田則男
- 麻野敏夫（朱理の恋人・大学助教授） - 武井三二
- ユリコ（京洛銀行頭取の娘・雪彦の婚約者） - 三田篤子
- フジサキ（大学教授） - 相馬剛三
- 十条良信（千早の父・十條当主） - 山形勲
- 森岡いずみ、河合綾子、高橋由季、浅田裕二、越坂英生、岩井田浩巳、たなかあけみ、桂登志子、疋田泰盛

第4作『京都恋供養殺人事件』（1991年）
- 西沢春彦（夏子の夫） - 河原崎建三
- 吉野やよい - 山村紅葉
- 西沢麻美（佐知子の友人） - 井上博美
- 野上陽介（秋子の恋人） - 山内としお
- 西沢秋子（麻美の叔母） - 勝部真由美
- 西沢冬子（西沢家の養女） - 小野沢知子
- 西沢四季（西沢家の当主） - 杉山とく子
- 藤田先生 - 丘さとみ
- 西沢夏子（西沢家の長女） - 土田早苗
- 松島ゆみこ、岩永典子、園英子、細谷千絵、桑田範子、堀佳恵、神原千恵、和歌林三津枝、三浦徳子、香椎くに子、唐沢民賢

## スタッフ
- 原作 - 山村美紗
- 脚本 - 篠崎好、長野洋、岡田正代
- 監督 - 井上芳夫
- 制作 - テレビ朝日、東映

## 放送リスト
| 回数 | 放送日         | タイトル                                                                      | 原作                     | 脚本     | 監督     | 視聴率 |
| ---- | -------------- | ----------------------------------------------------------------------------- | ------------------------ | -------- | -------- | ------ |
| 1    | 1988年11月26日 | 京都西陣殺人事件 匂い袋の謎と茶室の密室トリック 「一条戻り橋で…」             | 『京都西陣殺人事件』     | 篠崎好   | 井上芳夫 | 24.6%  |
| 2    | 1989年10月14日 | 京都茶道家元殺人事件 首吊り、カプセル中継… 三重トリックの謎                   | 『京都茶道家元殺人事件』 | 長野洋   | 井上芳夫 | 22.3%  |
| 3    | 1990年8月4日   | 京都十條家の惨劇 華麗に仕組まれた密室トリック! 犯人は家族の中にいる…          | 『京友禅の秘密』         | 篠崎好   | 井上芳夫 | 21.8%  |
| 4    | 1991年4月13日  | 京都恋供養殺人事件 えんま堂、釘抜き地蔵、釈迦堂 三人の死者が解いた真犯人とは… | 『京都恋供養殺人事件』   | 岡田正代 | 井上芳夫 | 17.8%  |